# Sint-Mariakerk (Neuss)
De Sint-Mariakerk (Duits: St. Marien) ligt aan het Marienkirchplatz in Neuss, ten zuiden van het centraal station van de stad.

## Geschiedenis
Voor de in 1896 opgerichte parochie van Sint-Maria in Neuss werd tussen de jaren 1900-1902 naar het ontwerp van J. Busch een neogotische, drieschepige hallenkerk met transept en een toren van bijna 80 meter hoog gebouwd.
De prachtvolle en fiere kerk werd in de Tweede Wereldoorlog nagenoeg geheel vernietigd. In 1942 werd tijdens twee geallieerde aanvallen het interieur van de kerk verwoest. De vieringen van missen werd daarop verplaatst naar een zaal van het parochiehuis, maar bemoeilijkt door de NSDAP die de zaal voor hun partijpolitieke bijeenkomsten wilde gebruiken. Op 23 april 1944 werd de Mariakerk nog verder verwoest. Een brandbom trof de toren, die daarop volledig afbrandde. De resten van de afgebrande toren stortten op het middenschip, met als gevolg dat het hele dakgestoelte aan de vlammen ten prooi viel. Slechts de buitenmuren en de stomp van de toren bleven staan.
Na de oorlog wist men met schenkingen en veel vrijwilligers de kerk tussen 1947 en 1950 te herbouwen. De wederopbouw van de kerk vond echter in sterk vereenvoudigde vorm plaats. De hoge spits met de hoektorentjes werden niet gereconstrueerd en vervangen door een laag piramidedak. Veel van de nog resterende neogotische decoratie aan de gevels werd verwijderd en alle daken werden lager gereconstrueerd. In plaats van de gewelven werd er een cassettenplafond aangebracht. Het altaar werd verlegd naar de viering en de hoogte van het ingekorte koor werd tot de helft van de oorspronkelijke hoogte gereduceerd. Ook het aantal vensters in het koor werd verminderd. Vanaf de jaren 1950 werd de kerk meer en meer voorzien van nieuwe kunstwerken.

## Inrichting
De vensters werden door drie verschillende kunstenaars ontworpen. In de vroege jaren 1950 begon Walter Benner met het ontwerpen van zeven vensters voor het hoogkoor en de Mariakapel. Pas 22 jaar later werden voor de nissen in de zijschepen opnieuw zeven vensters naar ontwerp van Paul Weigmann geplaatst. Tussen 1985 en 1992 werden nog eens 21 vensters door de kunstenaar Emil Wachter aangebracht. Vermeldenswaardig zijn met name Wachter's vensters in het dwarsschip van de kerk, die in het noorden het scheppingsverhaal en in het zuiden de Apocalyps voorstellen.
De kunstenaar Hein Minkenberg werkte zowel voor als na de oorlog voor de kerk. Van zijn werken uit de periode van voor de Tweede Wereldoorlog werden een piëta, een zandstenen reliëf van een kruisdragende Jezus, het altaar en het doopvont gered. Het tabernakel, de kruisweg, de beelden van Petrus en Paulus aan de zuidwestelijke en noordwestelijke vieringpijlers en het Maria Goretti-reliquarium dateren van na de oorlog.

## Orgel
Het grote orgel werd in 1955 door de orgelbouwfirma Johannes Klais uit Bonn ingebouwd en in de jaren 2007-2008 uitgebreid. Het instrument bezit tegenwoordig 47 registers verdeeld over drie klavieren en pedaal.

## Klokken
Alle klokken van het huidige gelui werden door Petit & Gebr. Edelbrock gegoten. De vooroorlogse klokken werden ten behoeve van de wapenindustrie tijdens de oorlog omgesmolten. Ter herinnering aan de oorlogsschade kreeg de Gloriosa-klok de naam van de grootste klok van het vooroorlogse gelui.
| Nr. | Naam         | Gietjaar | Gieter                  | Gewicht (kg) | Ø (cm) | Nominaal | Inschrift |
| --- | ------------ | -------- | ----------------------- | ------------ | ------ | -------- | --- |
| 1.  | Regina pacis | 1958     | Petit & Gebr. Edelbrock | 4.000        | 182,5  | b0 –6    | PACIS REGINA AD NOS INCLINA MITE COR TUUM. PACEM DA GENTI AD TE GEMENTI FAUSTUMQUE EXITUM                          |
| 2.  | Immaculata   | 1950     | Petit & Gebr. Edelbrock | 2.100        | 151,7  | des1 –6  | MULTUM SAEPE CANAM MATREM PLENE IMMACULATAM NULLA ANIMI LABES, CORPORIS NULLA TABE                                 |
| 3.  | Joseph       | 1950     | Petit & Gebr. Edelbrock | 1.450        | 134,2  | es1 –6   | BEATE JOSEPH, SANCTAE FAMILIAE CUSTOS SERVA FIDEM FAMILIAE CONFIDENTIS IN TE                                       |
| 4.  | Petrus       | 1950     | Petit & Gebr. Edelbrock | 950          | 119    | f1 –7    | SANCTE PETRE, MARTYR ET APOSTOLE unten GUBERNA NOS ET IMPETRA ROBUR ET CONSTANTIAM                                 |
| 5.  | Gloriosa     | 1985     | Petit & Gebr. Edelbrock | 584          | 98     | as1 –5   | HOCH IN DEN HIMMEL ERHOBEN ALS GLORREICHE NUN WIR DICH LOBEN! SEI IN GEFAHREN UND LEID, STETS UNS ZU HELFEN BEREIT |
| 6.  | Rouwklok     | 1985     | Petit & Gebr. Edelbrock | 57           | 44,8   | b2 –6    | HERR GIB IHNEN DIE EWIGE RUHE UND DAS EWIGE LICHT LEUCHTE IHNEN                                                    |